# قرنا غاليهوس الذهبيان

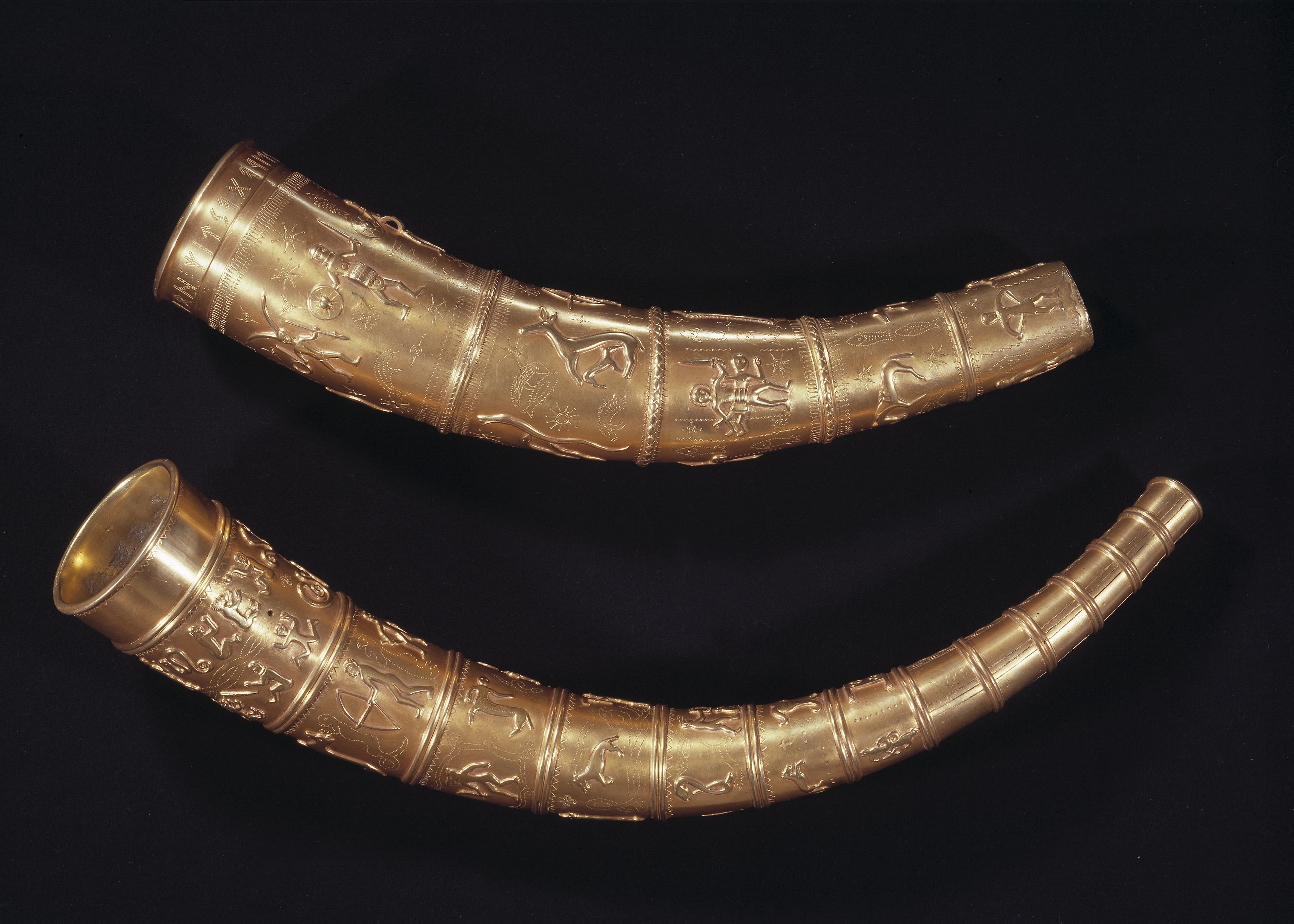
القرنان الذهبيان

القرون الذهبية من غاليهوس، هما عبارة عن قرنين مصنوعين من الصفائح الذهبية اكتشفا في جاليوس، شمال موغيلتوندر في يوتلاند الجنوبية، الدنمارك. يعود تاريخ القرنين إلى أوائل القرن الخامس، أي بداية العصر الحديدي الجرماني. اكتشفهما مصادفة المزارع إريك لاسين. وهما من أكثر الاكتشافات الأثرية شهرة في الدنمارك.